# Saturn Award

Silhouette di un Saturn Award

Il Saturn Award è un premio cinematografico statunitense assegnato ogni anno dai membri dell'Academy of Science Fiction, Fantasy & Horror Films alle migliori opere di fantascienza, fantasy e horror, relativamente a film, film TV e home video. Fu consegnato per la prima volta nel 1973. Il premio, descritto come "l'Oscar della fantascienza" e recentemente conosciuto come "Golden Scroll", è costituito da una rappresentazione del pianeta Saturno, racchiuso in un anello di pellicola. 

## Storia
I Saturn Awards furono ideati da Donald A. Reed nel 1973, per compensare la mancanza di riconoscimenti da parte di Hollywood al lavoro nel mondo del cinema fantascientifico.
L'Academy of Science Fiction, Fantasy & Horror Films, i cui membri votano per i premi annuali, è un'organizzazione non a scopo di lucro ed aperta a tutti.

## Categorie

### Cinema
- Saturn Award per il miglior film di fantascienza (dal 1973)
- Saturn Award per il miglior film horror (dal 1973)
- Saturn Award per il miglior film fantasy (dal 1975)
- Saturn Award per il miglior film d'azione/di avventura (dal 2011)
- Saturn Award per il miglior film thriller (dal 2011)
- Saturn Award per la migliore sceneggiatura (dal 1975)
- Saturn Award per la miglior colonna sonora (dal 1975)
- Saturn Award per il miglior trucco (dal 1975)
- Saturn Award per i migliori effetti speciali (dal 1975)
- Saturn Award per il miglior attore (dal 1976)
- Saturn Award per la miglior attrice (dal 1976)
- Saturn Award per il miglior attore non protagonista (dal 1976)
- Saturn Award per la miglior attrice non protagonista (dal 1976)
- Saturn Award per la miglior regia (dal 1976)
- Saturn Award per i migliori costumi (dal 1977)
- Saturn Award per il miglior attore emergente (dal 1985)
- Saturn Award per il miglior film di animazione (dal 2002)
- Saturn Award per il miglior film internazionale (dal 2007)
- Saturn Award per la miglior scenografia (dal 2010)
- Saturn Award per il miglior montaggio (1977-1978, dal 2012)
- Saturn Award per il miglior film indipendente (dal 2013)
- Saturn Award per la migliore trasposizione da fumetto a film (dal 2014)

#### Ritirati
- Saturn Award per il miglior film d'azione/di avventura/thriller (1995-2011)

### Televisione
- Saturn Award per la miglior serie televisiva di fantascienza (dal 2015)
- Saturn Award per la miglior serie televisiva fantasy (dal 2015)
- Saturn Award per la miglior serie televisiva horror (dal 2015)
- Saturn Award per la miglior serie televisiva di supereroi (dal 2014)
- Saturn Award per la miglior serie televisiva d'azione/thriller (dal 2015)
- Saturn Award per la miglior serie televisiva new media
- Saturn Award per la miglior presentazione televisiva (dal 1994)
- Saturn Award per il miglior attore in una serie televisiva (dal 1996)
- Saturn Award per la miglior attrice in una serie televisiva (dal 1996)
- Saturn Award per il miglior attore non protagonista in una serie televisiva (dal 1999)
- Saturn Award per la miglior attrice non protagonista in una serie televisiva (dal 1999)
- Saturn Award per il miglior giovane attore in una serie televisiva (dal 2013)
- Saturn Award per la miglior guest star in una serie televisiva (dal 2008)

### Streaming
- Saturn Award per la miglior serie televisiva in streaming d'azione/avventura (dal 2022)
- Saturn Award per la miglior serie televisiva in streaming di fantascienza (dal 2022)
- Saturn Award per la miglior serie televisiva in streaming horror e thriller (dal 2019)
- Saturn Award per la miglior serie televisiva in streaming scientifica (dal 2022)
- Saturn Award per il miglior attore in una serie televisiva streaming (dal 2019)
- Saturn Award per la miglior attrice in una serie televisiva streaming (dal 2019)
- Saturn Award per il miglior attore non protagonista in una serie televisiva streaming (dal 2019)
- Saturn Award per la miglior attrice non protagonista in una serie televisiva streaming (dal 2019)
- Saturn Award per la miglior performance fatta da un giovane attore in una serie televisiva streaming (dal 2022)
- Saturn Award per la miglior performance fatta da una guest star in una serie televisiva streaming (dal 2022)

#### Ritirati
- Saturn Award per la migliore serie televisiva trasmessa da una rete
- Saturn Award per la migliore serie televisiva trasmessa via cavo

### Home video
- Saturn Award per la miglior edizione DVD/Blu-ray (film)
- Saturn Award per la miglior edizione speciale DVD/Blu-ray
- Saturn Award per la miglior edizione DVD/Blu-ray di un film classico
- Saturn Award per la miglior collezione DVD/Blu-ray
- Saturn Award per la miglior edizione DVD/Blu-ray (serie TV)

### Premi speciali
- Lifetime Achievement Award (o Life Career Award)
- Executive Achievement Award
- George Pal Memorial Award
- Special Recognition Award
- President's Memorial Award